# Episodi di Transparent (prima stagione)
La prima stagione della web serie Transparent, composta da dieci episodi, è stata interamente resa disponibile negli Stati Uniti dal servizio di streaming di Amazon il 26 settembre 2014.
L'episodio pilota è stato reso disponibile in anteprima su Amazon il 6 febbraio 2014, in una prima versione leggermente diversa da quella pubblicata insieme ai restanti episodi.
In Italia, la stagione è andata in onda in prima visione sul canale satellitare Sky Atlantic dal 9 giugno al 7 luglio 2015.
| nº | Titolo originale             | Titolo italiano          | Pubblicazione USA                             | Prima TV Italia |
| -- | ---------------------------- | ------------------------ | --------------------------------------------- | --------------- |
| 1  | Pilot                        | Rivelazioni              | 6 febbraio 2014 (anteprima) 26 settembre 2014 | 9 giugno 2015   |
| 2  | The Letting Go               | Cambiamenti              | 26 settembre 2014                             | 9 giugno 2015   |
| 3  | Rollin                       | Donne                    | 26 settembre 2014                             | 16 giugno 2015  |
| 4  | Moppa                        | Domande                  | 26 settembre 2014                             | 16 giugno 2015  |
| 5  | Wedge                        | Rivelazioni atto secondo | 26 settembre 2014                             | 23 giugno 2015  |
| 6  | The Wilderness               | Incontri e scontri       | 26 settembre 2014                             | 23 giugno 2015  |
| 7  | Symbolic Exemplar            | Talent show              | 26 settembre 2014                             | 30 giugno 2015  |
| 8  | Best New Girl                | Gita autunnale           | 26 settembre 2014                             | 30 giugno 2015  |
| 9  | Looking Up                   | Rivelazioni atto terzo   | 26 settembre 2014                             | 7 luglio 2015   |
| 10 | Why Do We Cover the Mirrors? | La famiglia              | 26 settembre 2014                             | 7 luglio 2015   |